# 3D Hubs
Hubs (già 3D Hubs) è una piattaforma online che fornisce servizi sulla stampa 3D, stampaggio a iniezione, taglio laser, fresatura CNC. Fa funzionare un network di 6.350 fornitori di stampa 3D in oltre 150 nazioni, dando accesso alla stampa 3D ad oltre 1 miliardo di persone nel raggio di 16 km dalla loro casa. L'azienda facilita le transazioni tra i fornitori di stampa 3D (Hubs) e gli ingegneri/designer che hanno intenzione di fare stampe 3D. Gli utenti che possiedono una stampante 3D possono iscriversi alla piattaforma per offrire servizi di stampa 3D mentre i clienti possono localizzare le Hub più vicine a loro per ricevere le loro stampe 3D nella propria zona. È un esempio del concetto di manifattura distribuita.

## Azienda
L'azienda è stata fondata nell'aprile 2013 da Bram de Zwart e Brian Garret. La sede principale si trova ad Amsterdam e ne è stata aperta anche una seconda a New York nell'agosto del 2014.
3D Hubs è un'azienda sostenuta privatamente e finanziata da EQT Ventures, Balderton Capital e dagli investitori olandesi DOEN e Zeeburg. L'azienda ha aumentato il suo guadagno di $4.5 milioni nella Serie A dei finanziamenti nel settembre del 2014.
Facendo parte dell'accordo finanziario, Mark Evans, Partner Generale alla Balderton Capital, si è unito ai due fondatori nel consiglio dell'azienda. A luglio 2016 la società ha raggiunto la Serie B dei finanziamenti permessa da EQT Ventures, come parte dell'accordo finanziario; anche Ted Persson, Design Partner alla EQT Ventures si è unito.
Nel 2017 l'azienda pubblica il libro "The 3D Printing Handbook: Technologies, Design and Applications" (ISBN 978-90-827485-0-5).
Nel 2021 viene acquisita dalla società Protolabs per 280 milioni di dollari. A partire da Maggio 2021 cambia il proprio nome in "Hubs" per sottolineare l'apertura a differenti tecnologie di fabbricazione.

## Marvin

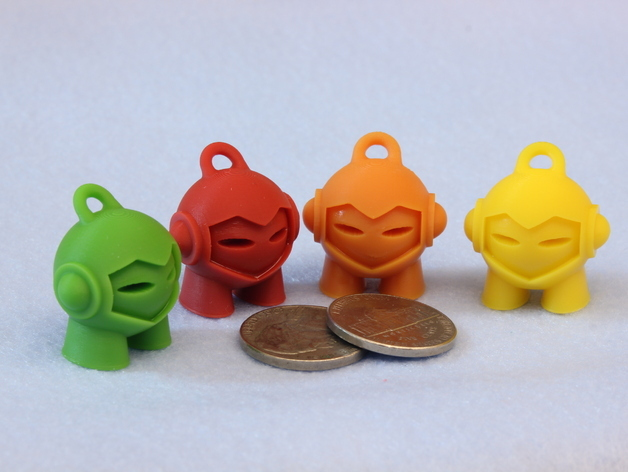
Marvin

Nel 2013 3D Hubs pubblica su Thingiverse (sito dedicato allo scambio di files per stampa 3D) Marvin, un modello 3D di un portachiavi divenuto simbolo del movimento stampa 3D (Soprattutto nel mondo maker/consumer). Utilizzato come benchmark di calibrazione delle stampanti in quanto permette di valutare la corretta funzionalità di una stampante 3D su diversi aspetti come: Adesione al piano, Cerchi sul piano XY, Cerchi sul piano YZ, sottosquadri, ecc).

## Trend Report
La compagnia rilascia un resoconto dell'andamento dello stato dell'industria della stampa 3D, incluse classifiche sulla qualità di stampa, sui modelli di stampanti 3D più popolari, sulle categorie di stampa, sui materiali e sulla scelta dei colori. Il report è basato su dati di 30.000 stampanti 3D iscritte a 3D Hubs.